# Мальвовые (подсемейство)
Ма́львовые (лат. Malvoideae) — подсемейство двудольных растений в составе семейства Мальвовые (Malvaceae).

## Классификация
Подсемейство включает в себя 110 родов и более 1670 видов в 4 трибах:
- Хлопчатниковые (Gossypieae) — включает 9 родов;
- Гибискусовые (Hibisceae) — 27 родов;
- Kydieae — 4 рода;
- Мальвовые (Malveae) — 68 родов.